# Maria Sondheim

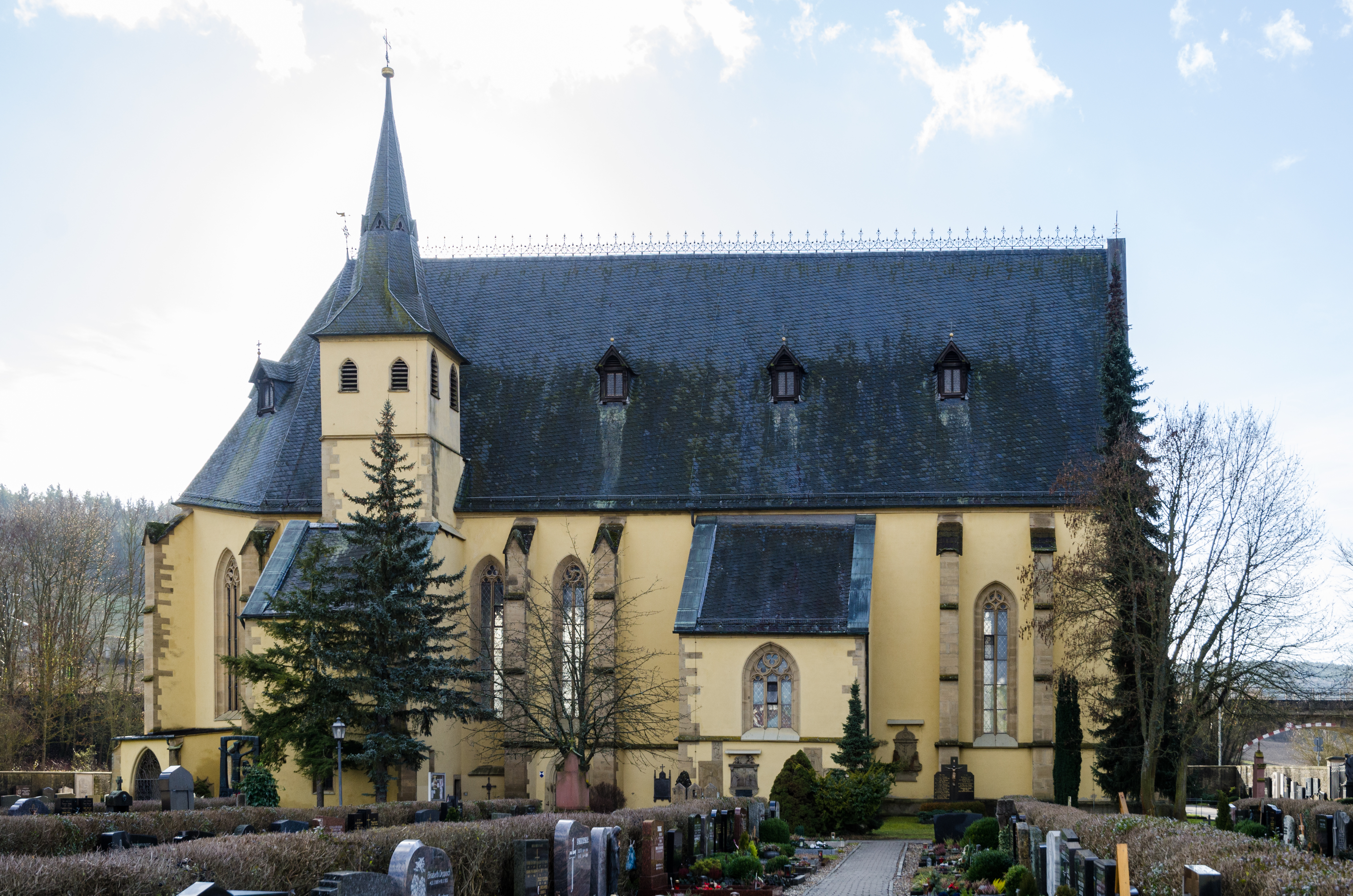
Maria Sondheim

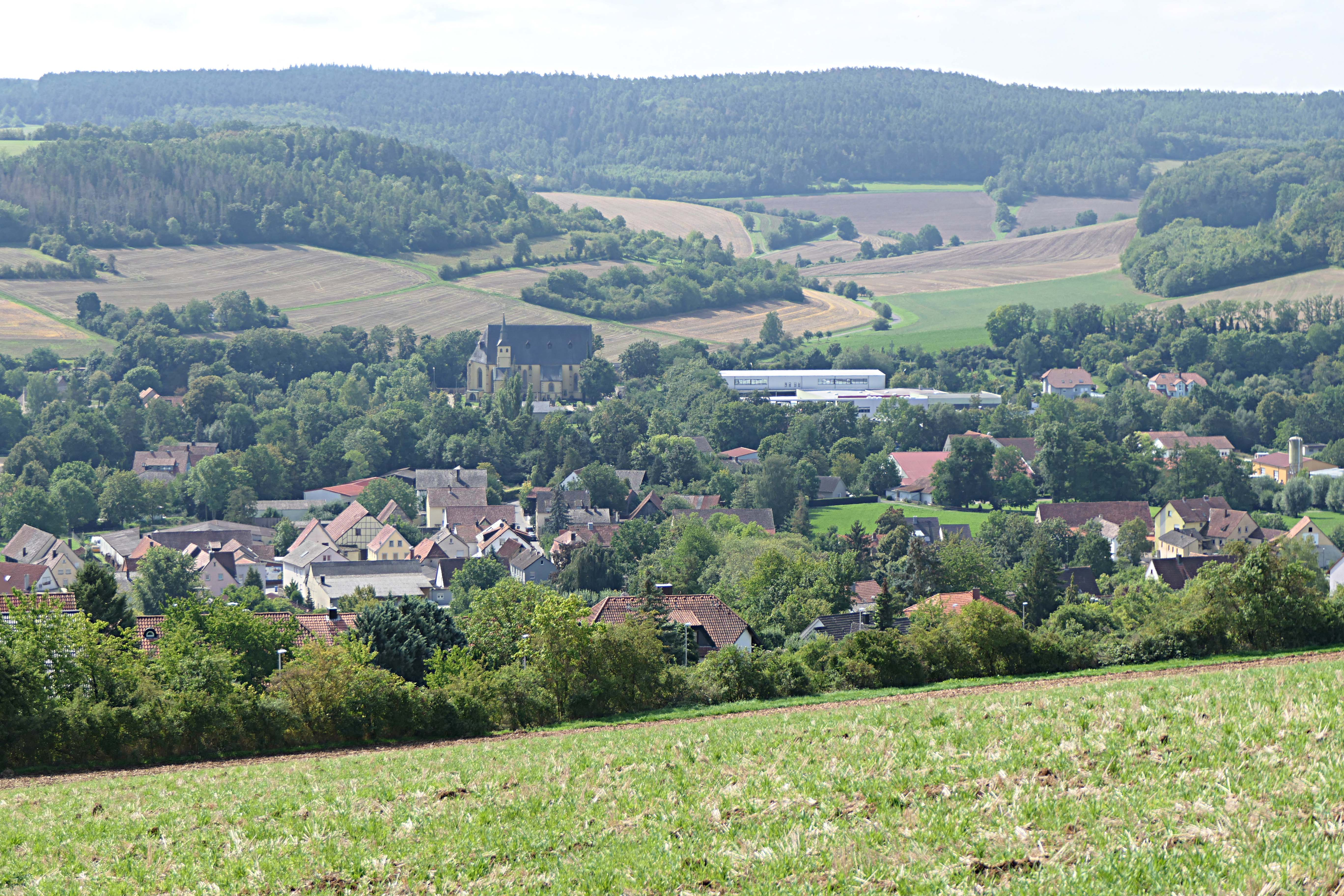
Wallfahrtskirche Maria Sondheim in Arnstein

Die Pfarr- und Wallfahrtskirche Maria Sondheim (eigentlich Unsere Liebe Frau vom Rosenkranz) ist ein überwiegend im spätgotischen Stil errichteter Sakralbau südwestlich und etwas außerhalb des Ortskerns der Stadt Arnstein in Unterfranken. Die heutige Kirche wurde Mitte des 15. Jahrhunderts begonnen und ist eines der bedeutendsten Baudenkmäler Arnsteins. Sie gehört zur Pfarrei Unsere Liebe Frau vom Rosenkranz Arnstein in der Pfarreiengemeinschaft Um Maria Sondheim im Dekanat Karlstadt des Bistums Würzburg.

## Kirchenbau und Architektur
Die Initiative zum Bau der heutigen Kirche ist in Ablassbriefen von Papst Eugen IV. und Bischof Gottfried IV. Schenk von Limpurg aus den Jahren 1444 und 1445 nachgewiesen. Zuvor hatte es an gleicher Stelle schon einen Bau gegeben, der zusammen mit dem Ort Arnstein im Ersten Markgräflerkrieg verheert worden war.
Die Pläne sahen zunächst eine dreischiffige gotische Hallenkirche vor. Dies lässt sich an den im Ostteil der Kirche sichtbaren Strebepfeilern mit den Anfängen von Gurten, Rippen und Scheidbögen ablesen. Diese wurden zusammen mit den Spitzbögen des geplanten geraden Chorabschlusses in der zweiten Hälfte des 15. Jahrhunderts in die viel schlichtere Endgestalt des Gebäudes einbezogen. Der westliche Teil wurde dann in der zweiten Hälfte des 15. Jahrhunderts noch einfacher gestaltet, wie die glatteren Strebepfeiler außen an der Kirche verdeutlichen. Die Vollendung zog sich bis zum Anfang des 16. Jahrhunderts hin.

## Äußeres Erscheinungsbild
Die Kirche befindet sich gegenüber von Arnstein auf der anderen Seite der Wern in den Flussauen und bildet das Zentrum des ummauerten Arnsteiner Friedhofs. Das Kirchenschiff erstreckt sich auf der Ost-West-Achse. Der schlichte spätgotische Außenbau mit seinen Strebepfeilern trägt ein hohes, steiles Schieferdach. An der Nordfassade wurde über der Sakristei ein Turm errichtet, der das Steildach nur wenig überragt und an einen Dachreiter erinnert.
Zwei mit Pultdächern versehene Seitenkapellen im Norden und Süden gliedern die Langseiten. Ein flacher, nach außen offener Anbau an der Nordostecke des Chores beherbergt eine Ölberggruppe. Christus und die schlafenden Jünger sind in überlebensgroßen Sandsteinfiguren ausgeführt, die vom Ende des 15. Jahrhunderts stammen. An der Südfassade befindet sich ein vor das Südportal gebauter Balkon über dem Zugang. Er diente wahrscheinlich im Spätmittelalter der Reliquienschau der Wallfahrer.

## Innenraum
Das heutige Erscheinungsbild des Innenraums wurde unter Fürstbischof Julius Echter von Mespelbrunn vollendet. 1605 fiel die Entscheidung, auf die vorgesehene Gewölbedecke im Inneren zu verzichten und eine Flachdecke einzuziehen, wie sie heute noch zu sehen ist. Die einschiffige Hallenkirche wird durch drei weite Spitzbögen in der Mitte des Raumes in zwei ungleiche Teile geschieden: den Chor auf der Ostseite und im Westen das Kirchenschiff mit einer kleineren Grundfläche. Im Chorraum befindet sich eine leicht erhöhte Plattform für den Altar.

## Ausstattung

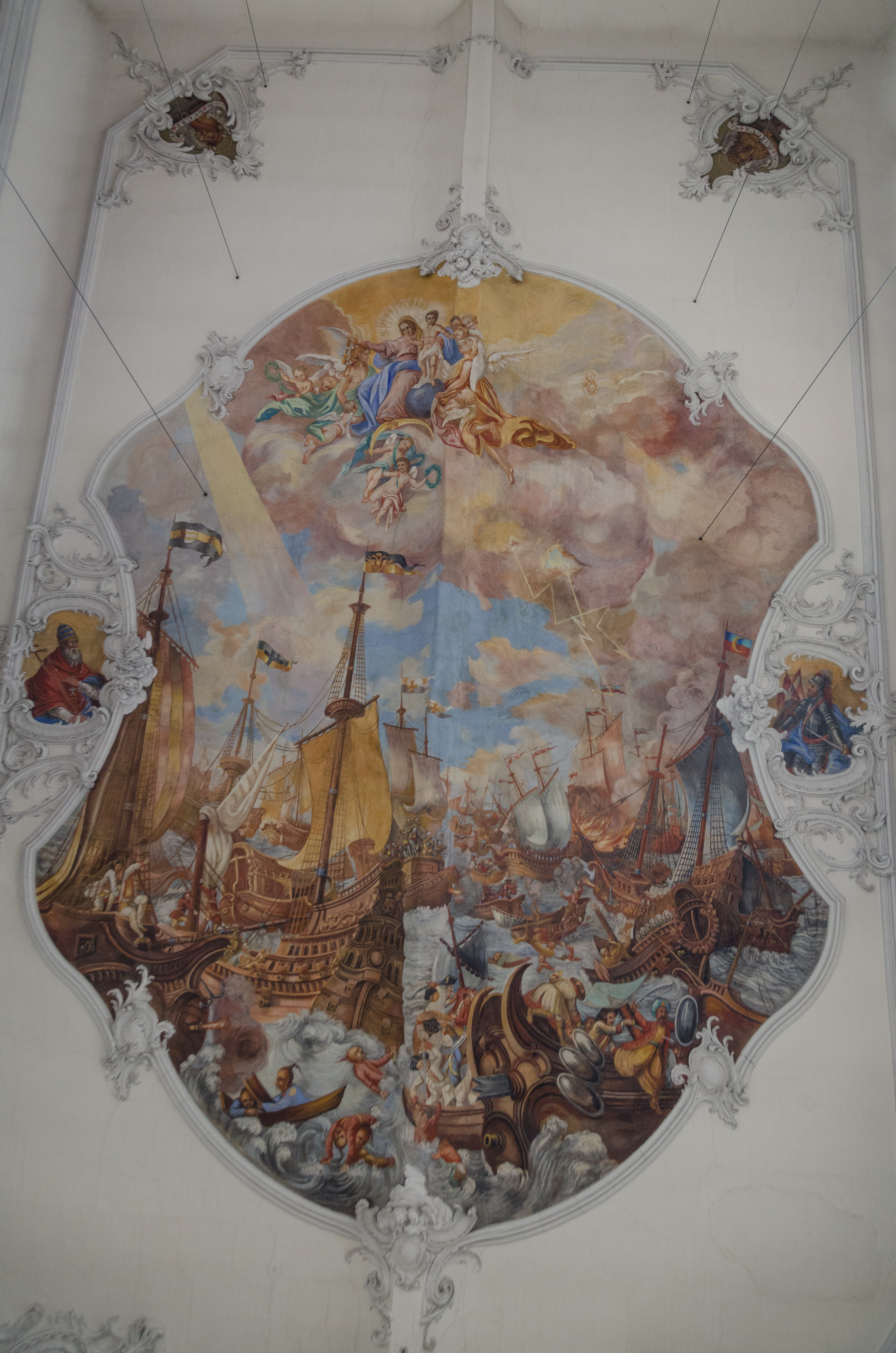
Deckenfresko: Seeschlacht von Lepanto

Zu beiden Seiten des Langhauses ziehen sich an den Wänden Reihen von Epitaphien entlang, in der Mehrzahl von Mitgliedern der Familie der Herren von Hutten, gefolgt von denen der Familie Zobel von Giebelstadt. Über dem Eingang zur Sakristei an der Nordwand ist ein überlebensgroßer Kruzifixus vom Anfang des 16. Jahrhunderts angebracht.
An der Flachdecke des Chorraumes befindet sich ein großes Deckenfresko von Johann Philipp Rudolph, das 1770 entstand und die Seeschlacht von Lepanto zeigt. 1879 renovierte Johann Mayer das Deckenfresko. 1892 bis 1893 erfolgte dann eine, dem Zeitgeist entsprechende, Generalrenovierung des Innenraumes mit neugotischen Malereien und Ausstattung.
Im Chorraum steht ein einfacher, freistehender Sandstein-Altartisch in modernem Stil. Von hier aus sind die drei bunten Kirchenfenster im Blick, die den Chor umgeben und weit heruntergezogen sind. In der Mitte befindet sich das vierachsige Fenster, das 1954 der Münchner Kunstmaler Bruder Wilfried Braunmüller gestaltet hat. In den dreiachsigen Fenstern der beiden Schrägseiten links und rechts des Mittelfensters haben sich Bleiglasfenster aus dem 15. und frühen 16. Jahrhundert erhalten.

## Liste der Grabdenkmäler in der Kirche

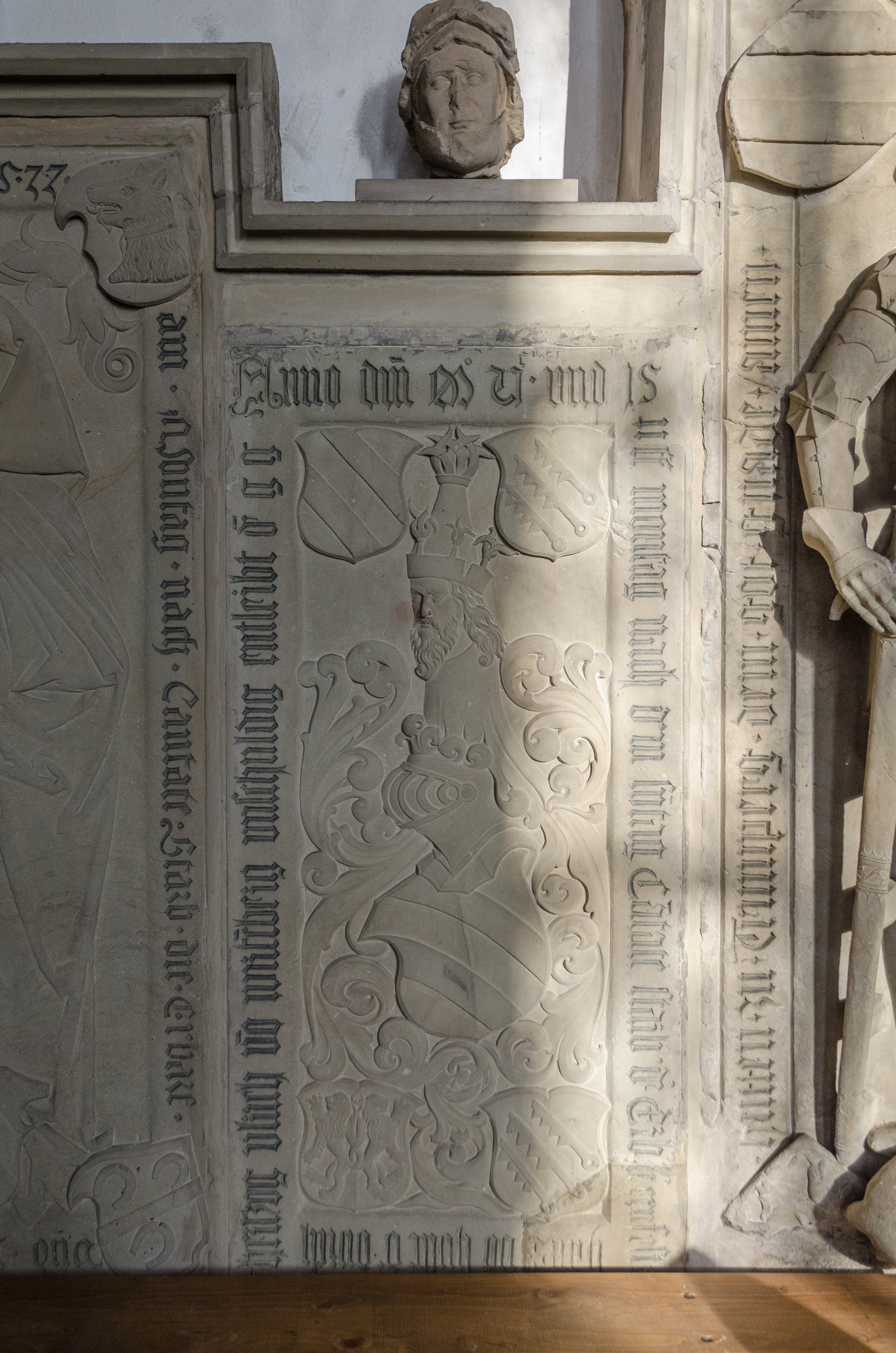
Epitaph für den ermordeten Hans von Hutten († 1515)

- Epitaph für den ermordeten Hans von Hutten († 1515)Epitaph für Hans von Hutten († 1515) aus der Linie Frankenberg, mit zentralem Vollwappen der von Hutten und vier Ahnenwappen der von Hutten, der von Rechberg, der Speth von Hohenegk und der Speth von Neidlingen. Inschrift: „Anno d(o)m(ini) Mo VCo und 15 / uff montag nach dem s(on)ntag Ca(n)tate starb d(e)r E(h)rb(are) u(nd) e(h)r(e)nfeste / hans vo(n) hutte(n) d(e)r durch / hertzog ulrich vo(n) wirt(t)e(m)berg unschuldig entleibt d(e)m g(ott) g(nade)“. Er wurde von Herzog Ulrich von Württemberg im Böblinger Wald ermordet.
- Epitaph für Catharina Zobel von Giebelstadt († 1533) aus der Linie zu Guttenberg und Rockenstadt, mit Ehemanns-Wappen von Hutten und den vier Ahnenwappen Zobel von Giebelstadt, von Crailsheim, Rüdt von Collenberg und von Zwingenberg (fehlerhaft restauriert). Inschrift: „An(n)o D(o)m(ini) 1533 / am .. Son(n)tag nach Cantate Starb die E(h)rbare / und Tugenthafte / (fraw cath)arina vo(n) hutte(n) gebor(e)ne zoeblin d(er) G(ott) g(nade)“. Sie war eine Schwester des Würzburger Fürstbischofs Melchior Zobel von Giebelstadt.
- Epitaph für Wolff von Hutten († 1517), mit zentralem Vollwappen der von Hutten und vier Ahnenwappen der von Hutten, der von Steinau gen. Steinrück, der von Thüngen und der von Münster. Inschrift: „Anno d(omi)ni M / ccccc und xvii ja(h)r am sambstag sa(nc)t Ciriacg tag / starb d(e)r E(h)rber / und vest wolff vom hutten dem got(t) gnad(e) amen“. Woff von Hutten war Würzburger Domherr.
- Epitaph für Anna von Rosenberg († 1528), unten mittig mit einem Wappenschild der von Hutten für den Ehemann, Ulrich Lorenz von Hutten, vier Ahnenwappenschilde, oben derjenige der von Rosenberg und derjenige der von Thüngen, unten beide ohne Inhalt ergänzt (ehemals von Helmstatt und Truchseß von Wetzhausen). Inschrift: „Anno d(o)m(ini) 1528 / Samstag nach San(k)t pauls beke(h)rung starb die e(h)rber(e) und / thugenthafte Fraw / Anna von Hutten gebor(e)ne von Rosenberg d(er) got(t) gn(a)edig sey a(men)“.
- Epitaph für Agapitus von Hutten († 1520), mit zentralem Vollwappen der von Hutten und den vier Ahnenwappen der von Hutten, der von Thüngen, der von Steinau gen. Steinrück und der von Münster. Inschrift: „anno dom(ini) 1(52)0 / ia(h)r am mit(t)woche(n) nach assu(m)ptio(n)is mari(a)e ist / verschi(e)de(n) der e(h)rber(e) und / veste ag(a)pit(us) vo(n) hut(t)e(n) a(m)pt(mann) zw sa(a)leck dem g(ott) g(nade)“. Er war Amtmann zu Saaleck und Beteiligter am Überfall auf Nürnberger Kaufleute 1512.

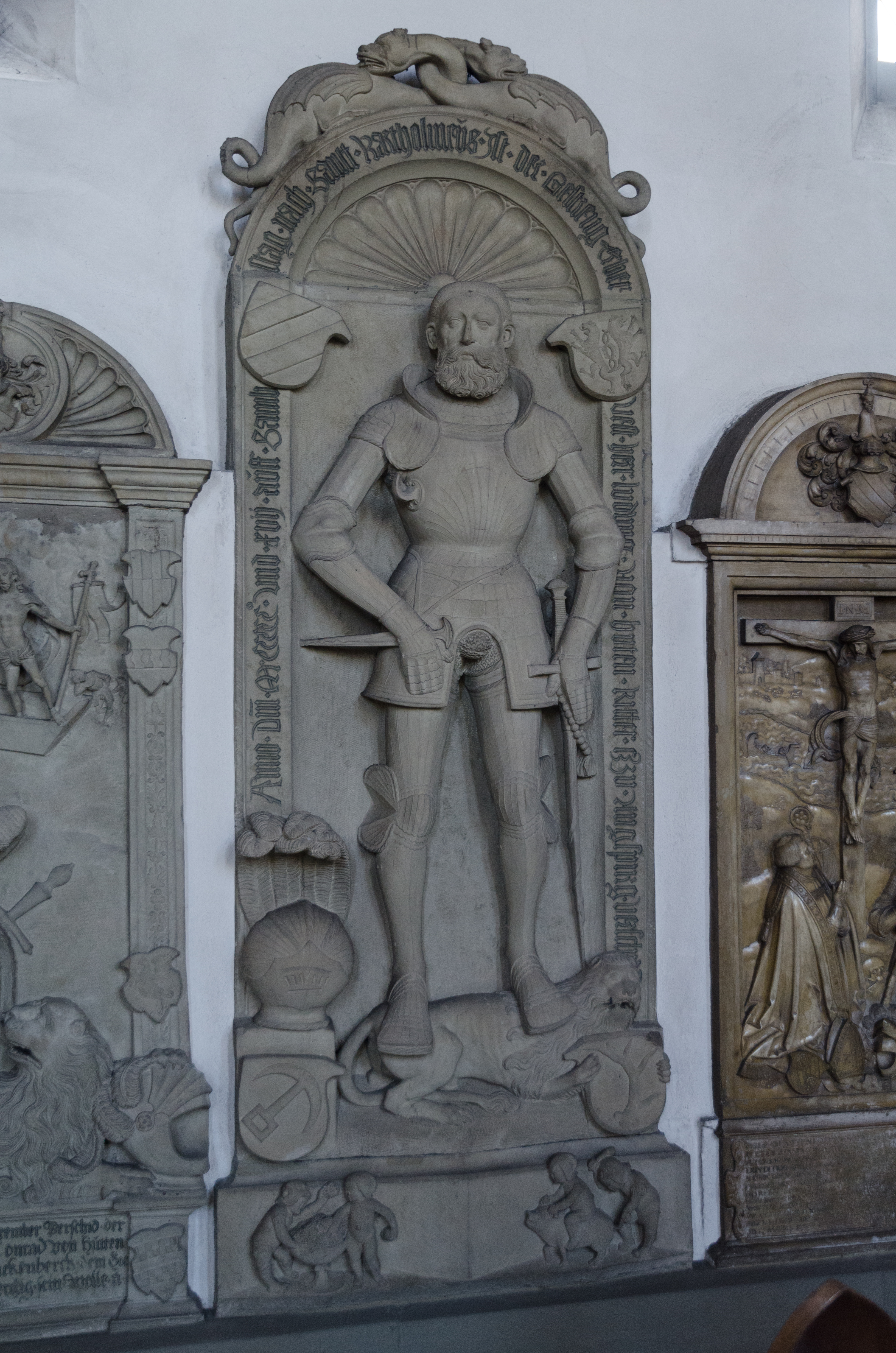
Epitaph für Ludwig von Hutten († 1517)

- Epitaph für Ludwig von Hutten († 1517)Epitaph für Ludwig von Hutten d. Ä. († 1517), Ritter, Hauptmann, würzburgischer Rat, würzburgischer Amtmann zu Arnstein, fuldischer Erbamtmann zu Hammelburg und würzburgischer Amtmann zu Trimberg. Vier Wappen einer Ahnenprobe, von Hutten, von Rechberg, von Frankenstein und von Hirschhorn. Inschrift: „Anno D(o)m(ini) M CCCCC und xvii auff Samb/stag nach Sanct Barthol(o)m(a)eus Ist der Gestreng(e) e(h)rber(e) / vest herr ludwig von hut(t)en Ritter czu Augspurg verschi(e)d(en)“. Drolerien am Sockel, zwei Drachen mit verschlungenen Hälsen auf der oberen Rundung.
- Grabplatte für den oben genannten Ludwig von Hutten († 1517), Vollwappen der von Hutten im Zentralfeld, darüber angedeutetes Blendmaßwerk, Inschrift: „Anno D(o)m(ini) M ccccc /xvii am sambstag nach barthalomey starb der gestrenge / e(h)rbe(re) und veste / herr ludwig vom hutten Ritter de(m) got(t) gen(a)edig sei am(en)“.
- Epitaph für Ludwig von Hutten d. J. († 1548) zu Frankenberg und seine Frau Agatha von Liebenstein († 1547), Ehewappen von Hutten und von Liebenstein, Ahnenwappenschilde auf der Schwertseite Speth von Hohenegk und Steingebronn, von Rechberg, Speth von Neidlingen, auf der Spindelseite von Wernau, von Kaltental und von Ellerbach. Erste Inschrift oben: „An(n)o 1548 uff Mit(t)/woche(n) den tag Jacobi / Verschi(e)d Der Gestreng(e) / Edel(e) und E(h)r(e)nvest(e) Her(r) / Ludwich vo(n) Hutten / Ritter zum forderen / Franckenberck Würcz/burgischer Rathe De(m) / Got(t) Ein fro(eh)liche Ur/stend Verleihe(n) wolle a(men)“. Zweite Inschrift unten: „An(n)o D(omi)ni 1547 Uff Son(n)tag nac(h) / Marthini de(n) 19. Novembris Ver/schi(e)d die Edell thugenthafft Fraw / Agatha vo(n) Hutten gebor(e)ne Von / Liebenstein der Got(t) gn(a)edig sey a(men)“. Ludwig von Hutten war der Erwerber von Frankenberg.
- Grabplatte für oben genannte Agatha von Liebenstein († 1547), mit einem großen Wappen der von Liebenstein im Zentralfeld, oben zwischen den Büffelhörnern des Kleinods ein Schild der von Hutten für den Ehemann, und die vier Wappenschilde der Ahnenprobe in den vier Ecken der Platte wiederholen die bereits vom Epitaph bekannten Wappenschilde der von Liebenstein, der von Wernau, der von Kaltenthal (völlig zerstört) und der von Ellerbach. Inschrift: „An(no) D(omi)ni 1547 / am s(o)nntag nach martini ist verschieden die / edel u(nd thuge)/nthafftige fraw Agatha vom hutten gebor(e)ne vo(n) / liebe(n) / stain / der se(e)/len got(t) / gnad(e) / amen“.
- Epitaph für Bernhard von Hutten († 8. Mai 1539) aus der Linie zu Birkenfeld und Gertraud von Ebersberg gen. Weyhers († 1544), Ehewappen von Hutten und Ebersberg gen. Weyhers, Ahnenprobe auf der Schwertseite von Bibra, von Rechberg, von Frankenstein, Ahnenprobe auf der Spindelseite von Hutten, von Thüngen, von Steinau gen. Steinrück, auf beiden Seiten je eine logische Unregelmäßigkeit, Inschrift ganz oben: „CHRISTO SERVATORE PROPICIO / MAVRIT(IVS) ELEC(TVS) EISTET(T)EN(SIS) PRAE/POS(ITVS) HERB(IPOLENSIS) ET WILHELM(VS) PHILIPP(VSQVE) F(RATRE) / IN EXT(REMIS) INDIS AGENTE P(ARENTIBVS) P(RO) P(IETATE) P(OSVERVNT) (F)ILII“, Inschrift oben: „Anno D(omi)ni m ccccc xxxix viii mai ist in got(t) / verschi(e)den Der E(h)renvhest Bernhardt von / hutten zu Birckenfeldt Und darnach im m ccccc / 44 ii febr(uari) Die edel und thugenthafft(e) fraw Gertraut / Gebor(e)n(e) vo(n) weiers sein(e) E(he)liche hausfrab de(r) got(t) gnad(e)“.

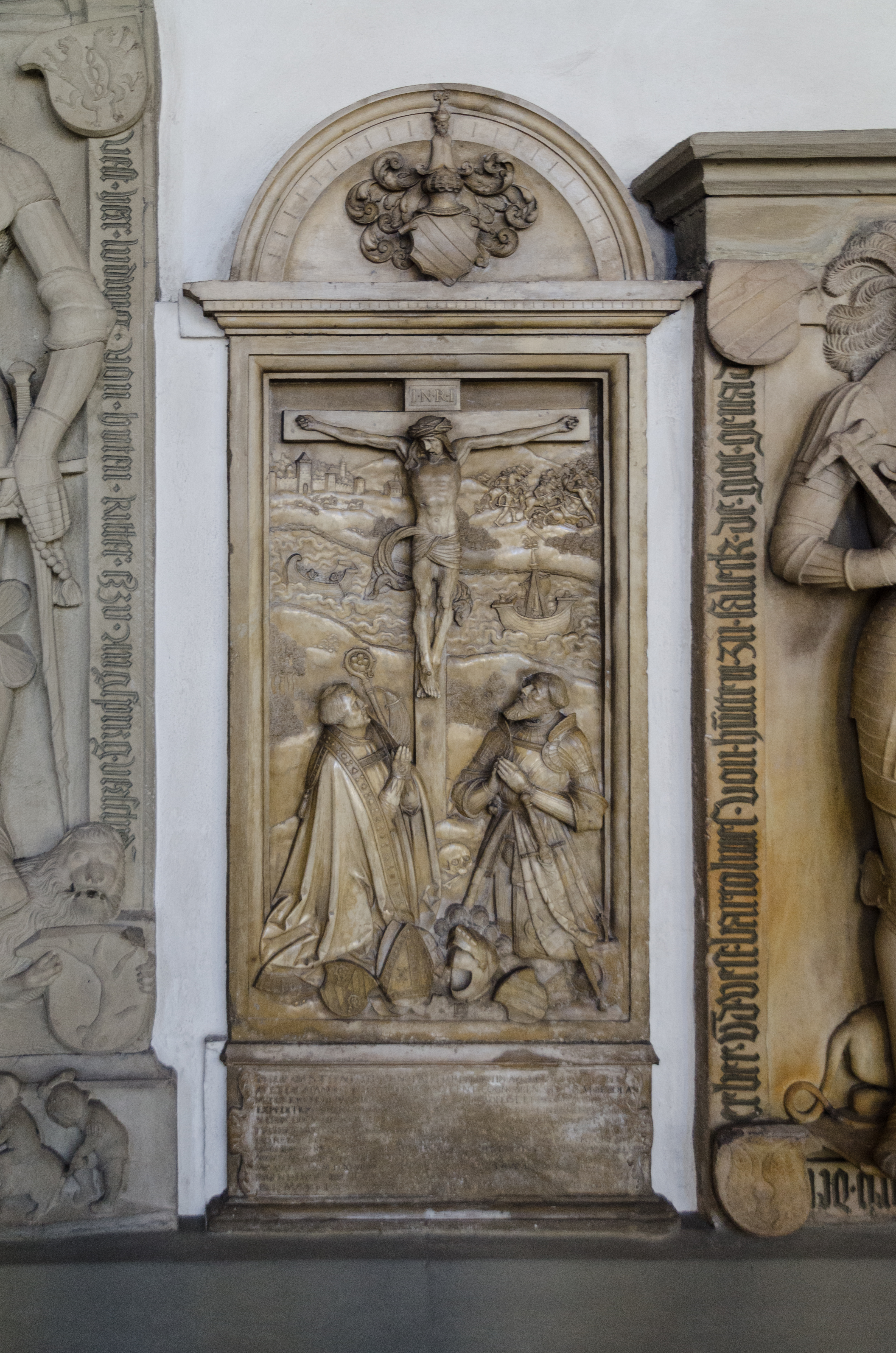
Kenotaph für den Konquistador Philipp von Hutten († 1546)

- Kenotaph für den Konquistador Philipp von Hutten († 1546)Kenotaph für Philipp von Hutten († 1546), eine Arbeit von Loy Hering. Wappen: Moritz von Hutten, Fürstbischof von Eichstätt, als Stifter des Kenotaphs, und daneben ein einfacher Schild der von Hutten für Philipp. Inschrift: „PHILIP(PO) AB HVTTEN EQ(VI)TI FRANC(ONIO) FR(ATR)I CHARISS(IMO) QVI IN AVLA CAROLI V. CAES(ARIS) EDVC/AT(VS) ET DILATANDI CHR(IST)IANI NO(MIN)IS NOVASQ(VE) GENT(ES) COGNOSCEN(DI) STVD(IO) IN VENEZOLA(M) / VLTERIOR(IS) INDIAE PROVINC(IAM) AN(NO) D(OMI)NI M. D. XXXIIII PROFECT(VS) ET POSTQ(AM) IN DVAB(VS) INDE / EXPEDITION(IBVS) QVARV(M) PRIMA(M) III ANN(IS) ITA SEQVVT(VS) ERAT MILES VT IN DEMORTVI GVBER/NATOR(IS) LOCV(M) AB EXERCITV SVFFECT(VS) ALTERA(M) V ANN(IS) CV(M) IMPER(IO) DVCERET MVLTA / TVLISSET VASTISS(IMA)Q(VE) REGNA SVB ANTARCT(IS) SIDERIB(VS) PARVA MANV PERAGRANS DEVICISS(ET) / IA(M)Q(VE) RE B(E)N(E) ET FOELICITER GEST(A) IN STATIVA SVA CORV(M) VERSVS REG(RE)DERETVR AB AEMVL(O) / Q(V)ODA(M) HISPANO IOAN(NE) CARVESALE AMICITIA(M) SIMVLANTE INTERCEPT(VS) ET CVM BARTHOL(OMEO) WELSER / AVGVSTAN(O) AC DVOB(VS) NOBIL(IBVS) HISPAN(IS) ALPHONS(O) RAMER(O) ET GREGOR(IO) DE PLACENTIA IN IPSA / PARASCEVE AN(NO) M. D. XL.VI MISERABILITER (PROH DOLOR!) TRVCIDATVS AC E SPE PATRIAE / INGENTI EREPT(VS) IBIQ(VE) CARVESALE SCELESTO IN QVATVOR FRVSTA DISSECTO, SEPVLT(VS) / EST MAVRICIVS D(EI) G(RATIA) EP(ISCOP)VS AEYSTETTEN(SIS) AMORIS ET MEMORIAE ERGO MOESTVS P(OSVIT)“. Die Inschrift beschreibt das Leben des Konquistadors und den gewaltsamen Tod durch Juan de Carvajal.

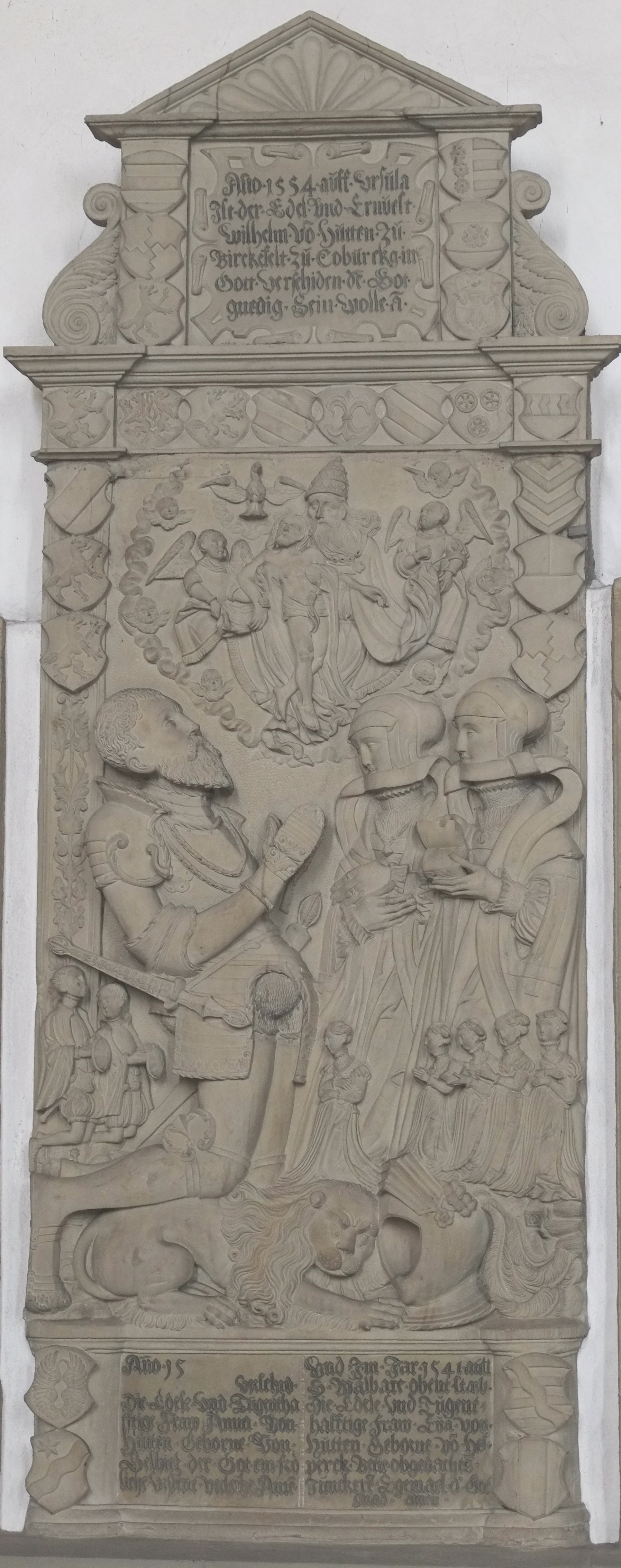
Epitaph für Wilhelm von Hutten († 1554) von Peter Dell d. J.

- Epitaph für Wilhelm von Hutten († 1554) von Peter Dell d. J.Epitaph für Wilhelm von Hutten († 1554), eine Arbeit des Würzburger Bildhauers Peter Dell. Erste Inschrift oben: „An(n)o 1554 auff Ursula / Ist der Edel und E(h)r(e)nvest / Wilhelm vo(n) Hutten zu / Bircke(n)felt zu Coburckg in / Gott verschi(e)den de(m) Got(t) / gn(a)edig sein wolle a(men).“ Zweite Inschrift unten rechts für die erste Ehefrau: „Und Im Ja(h)r 1541 auff / S(ankt) Walbare obent starb / Die Edele und Tugent/hafftige Fraw Eva von / Hutten Gebor(e)ne vo(n) Hes/perck Erste obgedachts / Junckere(n) E(he)gema(h)el d(er) Got(t) / gnad(e) amen“. Dritte Inschrift unten links für die zweite Ehefrau: „An(n)o 15 ..... / ...... verschi(e)d / Die Edele und Tugentha/fftige Fraw Anna Von Hutten Gebor(e)ne Von Selbicz der Got(t) ein frö(h)/liche Urstent verleihe Ame(n)“. Insgesamt 24 Wappenschilde. Ahnenprobe von Wilhelm von Hutten waagerecht auf dem Gebälk, alternierend von innen nach außen zu lesen, in logischer Reihenfolge von Hutten, von Ebersberg gen. Weyhers, von Bibra, von Hutten, von Rechberg, von Steinau gen. Steinrück, Fuchs von Burglemnitz, von Thüngen. Ahnenprobe der ersten Ehefrau, Eva von Heßberg, auf der Spindelseite vertikal, von oben nach unten von Heßberg, von Aufseß, Rieter von Kornburg, von Witzleben, nicht zugeordnet, von Lichtenstein, nicht zugeordnet, nicht zugeordnet. Ahnenprobe der zweiten Ehefrau, Anna von Selbitz, auf der Schwertseite vertikal, von oben nach unten von Selbitz, von Lichtenstein, Fuchs von Bimbach, von Sternberg, Fuchs von Schweinshaupten, von Bibra, nicht zugeordnet, Rotenhan.
- Grabplatte für Eva von Heßberg († 1541), erste Ehefrau des oben genannten Wilhelm von Hutten (-1554), unten mittig Wappen des Ehemannes, von Hutten, in den vier Ecken Ahnenprobe mit den Schilden der von Heßberg, der von Aufseß, der Rieter von Kornburg (zerstört) und der von Witzleben. Inschrift: „An(n)o D(o)m(ini) 1541 am / obent Phillipi und Jacobi starb die edel und Tugenthafte / fraw eva vo(n) hutten ei(ne) / gebor(ene) vo(n) hedpergk der got(t) genat amen“.

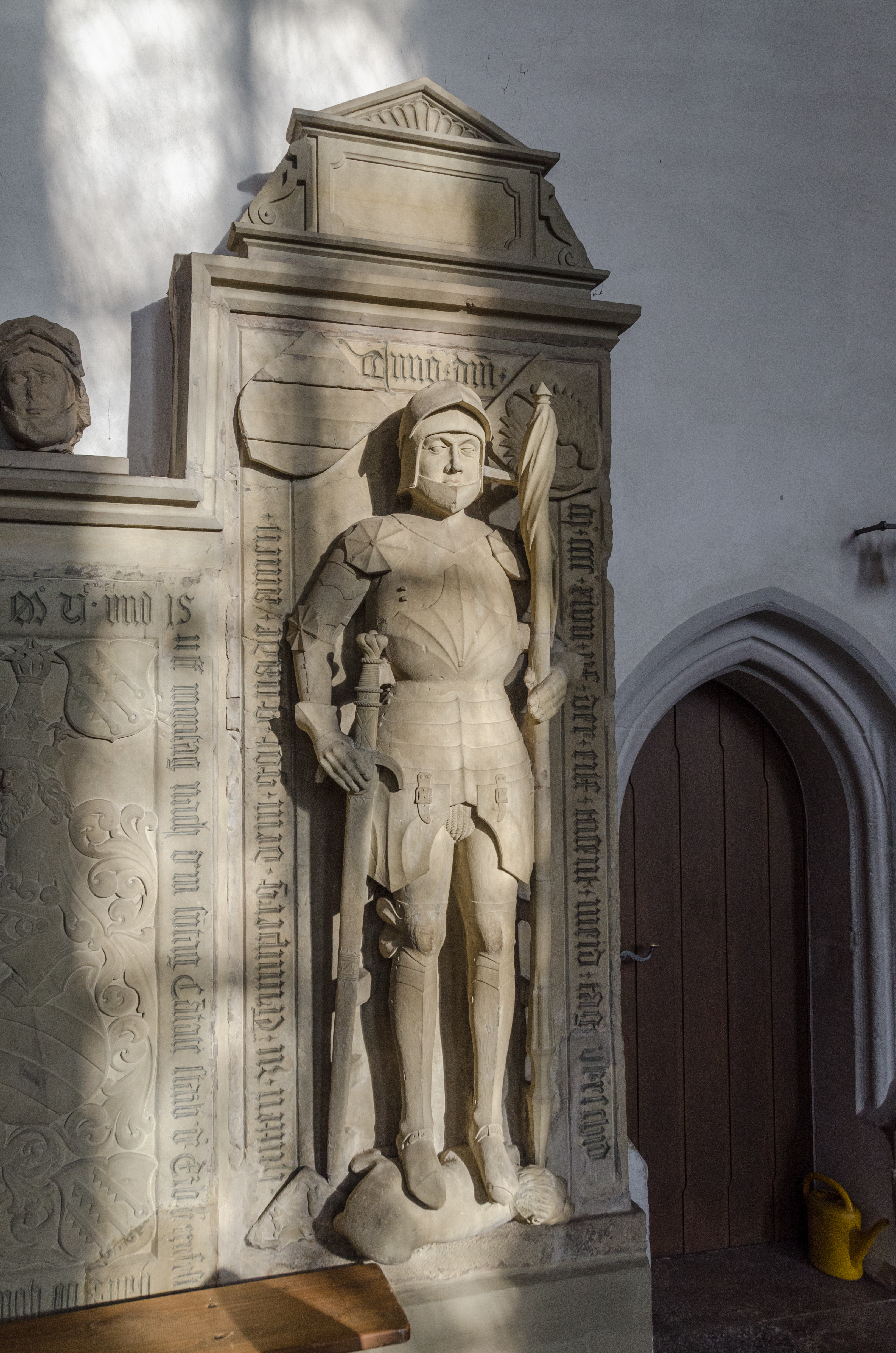
Epitaph für Konrad von Hutten († 1447)

- Epitaph für Konrad von Hutten († 1502), oben separat Vollwappen der von Hutten, in den vier Ecken Schilde der von Hutten, der von Frankenstein, der von Wenkheim und der von Helmstatt. Inschrift: „Anno d(o)m(ini) mo ccccco und ii / ia(h)r uff S(anct) gerdrud tag / verschiede d(er) gestre(n)ge un(d) / e(h)r(e)nfest h(e)r(r) conrad / vom hutte(n) ritt(er) etwan hof/meist(er) zu w(ür)tzbb(ur)g de(m) got(t) g(nade) a(men)“.
- Grabplatte für Anna von Rechberg († 1471), erste Ehefrau des oben genannten Konrad von Hutten († 1502), Wappenschilde: in der Mitte oben von Hutten, in den vier Ecken von Hutten, von Rechberg, von Helfenstein, unbekannt. Inschrift: „A(nno) (do)m(ini) m cccc 41 im ia(h)r uff son(n)tag nach san(k)t jacob tag starb die / edel fraw anna / vom hutte(n) szu trimpperg gebor(e)n(e) vo(n) rechperg d(e)r got(t) gn(ade) a(men)“. Die Inschrift ist bei der Renovierung hinsichtlich des Jahres falsch nachgehauen worden.
- Grabplatte für Elisabeth von Sickingen († 1479), zweite Ehefrau des oben genannten Konrad von Hutten († 1502), vier Wappenschilde: von Hutten, von Sickingen, ungeklärt, ungeklärt. Inschrift: „(A)nno d(o)m(ini) m cccc li / ia(h)r an der mit(t)woche(n) vor dem c(h)rist(t)ag starb die e(h)rbere fraw / Elsze vo(n) hutte(n) gebo(rene) / vo(n) sickyn(g)en der got(t) gen(a)edig sey amen“. Die Inschrift ist bei der Renovierung hinsichtlich des Jahres falsch nachgehauen worden.

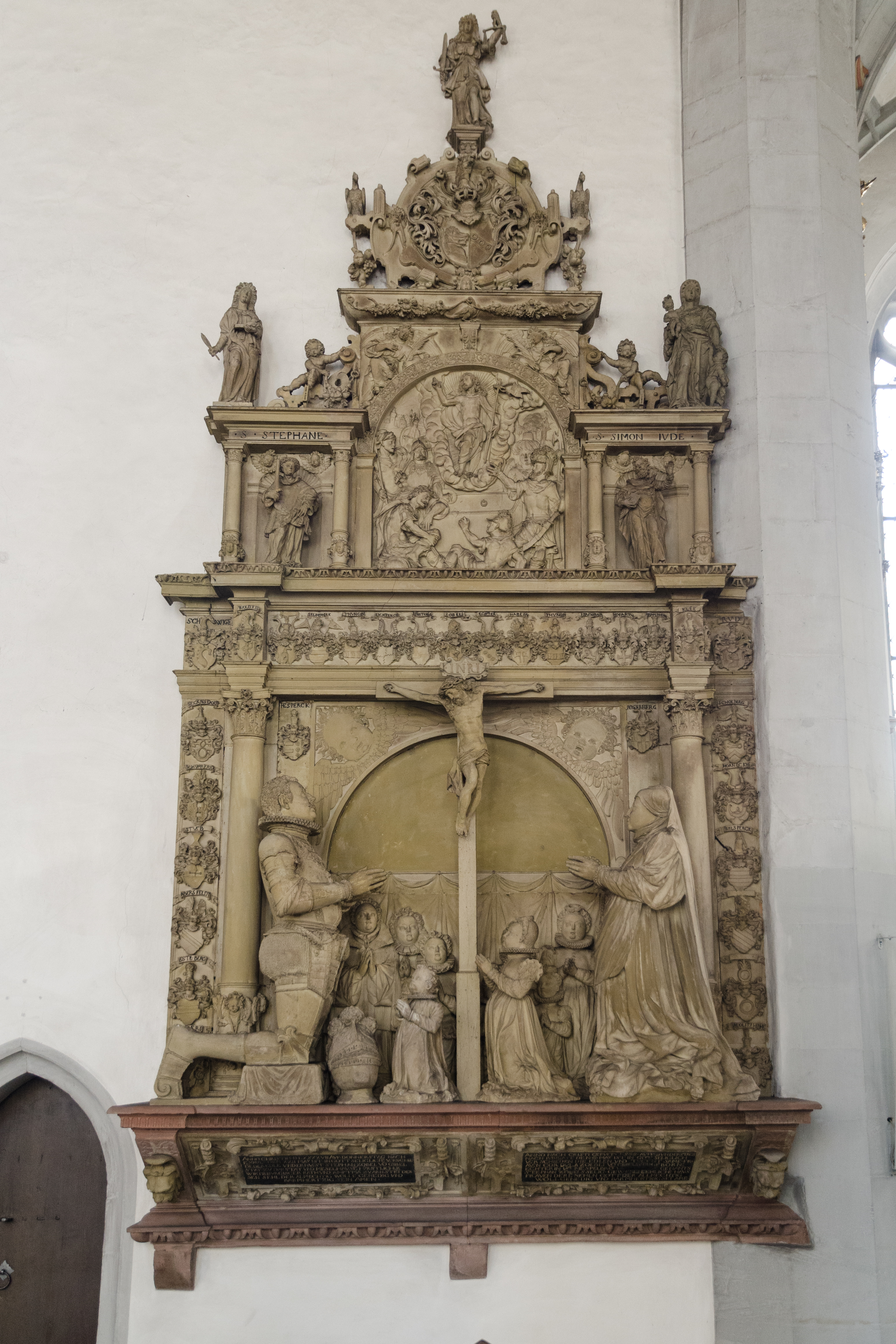
Epitaph für Stephan Zobel von Giebelstadt († 1597) und seine Frau

- Epitaph für Stephan Zobel von Giebelstadt († 1597) und seine FrauEpitaph für Stephan Zobel von Giebelstadt († 1597) und Cordula Echter von Mespelbrunn († 1599), oben Ehewappen Zobel/Echter, insgesamt 32 Ahnenwappen in nicht logischer Abfolge, darunter die Familien von Schwaigern (Schweigern), von Wolfskeel zu Reichenberg, Truchseß von Baldersheim, von Seldeneck, von Thüngen (2×), von Lichtenstein, von Finsterlohe, Zobel von Giebelstadt, Echter von Mespelbrunn, von Bibra, von Habern, von Frauenberg zum Hag, Hofwart von Kirchheim, Marschall von Pappenheim, Clebiz von Nalsbach, Rüdt von Collenberg, von Seckendorff, Stiebar von Buttenheim, von Abersfeld, von Vestenberg, von Diemar, von Schrotzberg, von Horneck zu Hornberg, Münch von Wildsberg/Wildberg, von Elm, von Bettendorff, von Adelsheim, von Heßberg und von Rosenberg. Inschrift für den Ehemann: „ANNO CHRISTI M D L XXXXVII AVF DONNERSTAG NACH / EXAVDI DEM XXII MAY IST IN GOTT SELIGLICHE(N) VERSCHIE/DE(N) DER EDLE VND E(H)R(E)NVEST STEPHAN ZOBEL VO(N) GI(E)BEL/STA(D)T ZV DARSTA(D)T VND MES(S)ELHAUVSE(N) FÜRSTLICHER / WIRTZBVRGISC(H)ER RATH VND AMPTMA(NN) ZV ARNSTEI(N) DES/SEN SEHL(E) DER AL(L)M(A)ECHTIG(E) WOLLE GEN(A)EDIG VND / BARMHERTZIG SEIN AMEN“. Inschrift für die Ehefrau: „ANNO NACH C(H)RISTI GEPVRT 1599 AVFF DVNDERSTAGS / NACH IVBILATE DEN 6 MAY IST IN GOT(T) SELIGLICH / VERSCHIEDEN DIE EDLEN VND TVGENTSAME FR/AVEN CORDVLA ZÖEBLI(N) VO(N) GI(E)BELSTAD(T) GEBOR(E)NE / ECHTERIN VO(N) MESPELBRO(NN) … GENAN(N)TS / STEPHAN ZOBELS SELIG GEWESENE EH(E)LICHE HAVS/FRAVEN DERE(N) SEHL(E)N GOTT DER ALLM(A)ECHTIG(E) / WÖLL GENEDIG VND BARMHERTZIG SEI(N) AME(N)“.
- Grabplatte für die oben genannte Cordula Echter von Mespelbrunn († 1599), Wappen der Echter von Mespelbrunn, von Adelsheim, von Habern und Rüdt von Collenberg. Inschrift: „ANNO 1599 VF DVNDERSTAGS DE(N 6) / MAY IST IN GOTT SELIGGLICHE VERSTORBENE EDLE TUGENDSAME FRAUEN / CORDULA ZOBELIN VON GI(E)BELSTA(D)T ZV DARSTA(D)T VND MES(S)ELHAVSE(N) GEBOR(E)NE ECHT(E)RIN VO(N) MESPELBRO(NN) DERE(N) SEHLE GOTT GNAD(E)“.

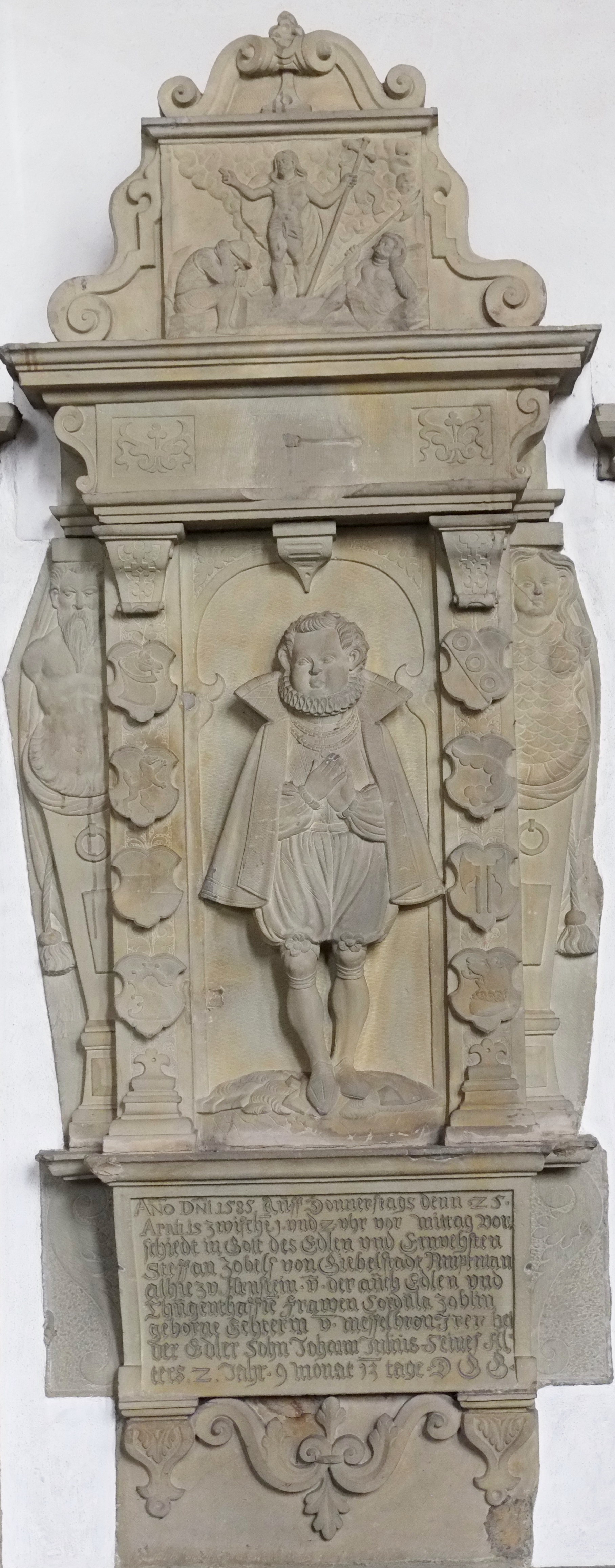
Epitaph für Johann Julius Zobel von Giebelstadt († 1585)

- Epitaph für Johann Julius Zobel von Giebelstadt († 1585)Kinder-Epitaph für Johann Julius Zobel von Giebelstadt († 1585), Sohn der oben genannten Stephan Zobel von Giebelstadt († 1597) und Cordula Echter von Mespelbrunn († 1599), Wappen auf der Schwertseite: Zobel von Giebelstadt, von Finsterlohe, von Bibra, von Schwaigern, Wappen auf der Spindelseite: Echter von Mespelbrunn, von Habern, von Adelsheim und Rüdt von Collenberg. Inschrift: „AN(N)O D(OMI)NI 1585 Auff Donnerstags denn 25. / APRILIS zwische(n) 1 und 2 uhr vor mittag vor/schiedt in Gott des Edlen und E(h)r(e)nvehsten / Steffan Zobels von Giebelstadt Amptman(n) / alhie zu Arnstein u(nd) der auch Edlen und / Thugenthaffte(n) frawen Cordula Zoblin / gebor(e)ne Echterin v(on) mess(p)elbron(n) I(h)rer bei/der Edler Sohn Johann Julius seines Al/ters 2 Jahr(e) 9 monat(e) 13 tage D(em) G(ott) G(nade)“.
- Epitaph für Konrad von Hutten († 1556), oben im Aufsatz Vollwappen der von Hutten, Wappen auf der Schwertseite: von Hutten, Speth, von Rechberg, Speth, auf der Spindelseite: von Rosenberg, von Thüngen, von Helmstatt und Truchseß von Wetzhausen. Inschrift: „An(n)o 1556 de(n) 29. December Verschi(e)d der / Edel und E(h)renvest Conrad von Hutten / zum Forderen Franckenberck dem Got(t) / gn(a)edig und Barmherczig sein wolle a(men)“.
- Epitaph für Jobst von Hutten († 1483), Wappenschilde der Ahnenprobe: von Hutten, von Thüngen, von Wenkheim und von Buchenau. Inschrift: „An(n)o D(o)m(ini) m / cccc im lxxxiii ia(h)r Auf s(on)ntag n(a)ch des / heilig crucztag / das erhabe(n) ward starb der vest iobs(t) / vom hutte(n) / dem G(ott) g(nade) A(men)“
- Epitaph für Bartholomäus von Hutten d. J. († 1495), Wappenschilde der Ahnenprobe: von Hutten, von Thüngen, von Wenkheim und von Buchenau. Inschrift: „Nach xpi (= Christi) geb(u)rt M cccc xcv ia(h)r am di(e)nstag vor Joha(nn)is vor / der pfforten starb der / e(h)rber(e) u(n)d vest(e) bart(h)ol(o)me(u)s von hutten zu saleck de(m) got(t) genad(e)“.
- Grabplatte für den oben genannten Bartholomäus von Hutten d. J. († 1495), zentrales Vollwappen der von Hutten, Wappenschilde der Ahnenprobe: von Hutten, von Thüngen, von Wenkheim und von Buchenau. Inschrift: „An(n)o d(o)m(ini) mo cccco xcv ia(h)r auf / di(e)nstag vor ioha(nn)es ante porte Starbe der e(h)rber(e) und vest / barthol(o)m(a)eus vom / hutten zu Sa(a)leck dem got(t) genedig sey amen“.
- Epitaph für Konrad von Hutten († 1447)Epitaph für Konrad von Hutten († 1447), Wappen: von Hutten, von Wenkheim, die unteren beiden verloren. Inschrift: „Anno d(o)m(ini) / m cccc xlvii uf der eilf tusent meid tag verschi(e)d / … / hutten zu Trimperg dem got(t) gnade amen“.
- Grabplatte für Konrad von Hutten († 1447), Wappen: von Hutten. Inschrift: „an(n)o d(o)m(ini) 1447“.
- Grabplatte für Bartholomäus von Hutten d. Ä. († 1452), Wappen: von Hutten. Inschrift: „Nach c(h)ris(t)i gebu(r)t / m cccc und im zwey und l ia(h)r starb d(er) / edel u(nd) feste Bart(h)oolome/us vom hutten dem got(t) gen(a)edig sey“.
- Grabplatte für Elisabeth (Else) von Thüngen († 1458), Ehefrau des oben genannten Bartholomäus, Wappen: von Hutten, von Thüngen, von Grumbach oder von Wolfskeel, von Buchenau. Inschrift: „Anno dom(ini) / mo cccco lviiio uff San(k)t Elizabeth / tag starb els(e) von / hutten gebor(e)n(e) von t(h)u(e)ngen der“, letzter Teil fehlt.
- Grabplatte für Amalia von Berlichingen († 1570), Wappen: Ehemanns-Wappen: von Münster, Ahnenwappen: von Berlichingen, Rüdt von Collenberg, von Thüngen, von Horneck. Inschrift: „An(n)o Do(min)i / 1570 / Den 15 Martz Starb Die Edel und tugenthafft(e) Fraw Am(m)ulay von / Mu(e)nster Gebor(e)ne von Ber/(lichinge)n Her(r)n veltin von münsters Ritters Eheliche Hausfraw D(eren) S(eele) G(ott) G(nädig) S(ei) A(men)“.

## Liste der Grabdenkmäler außen an der Kirche

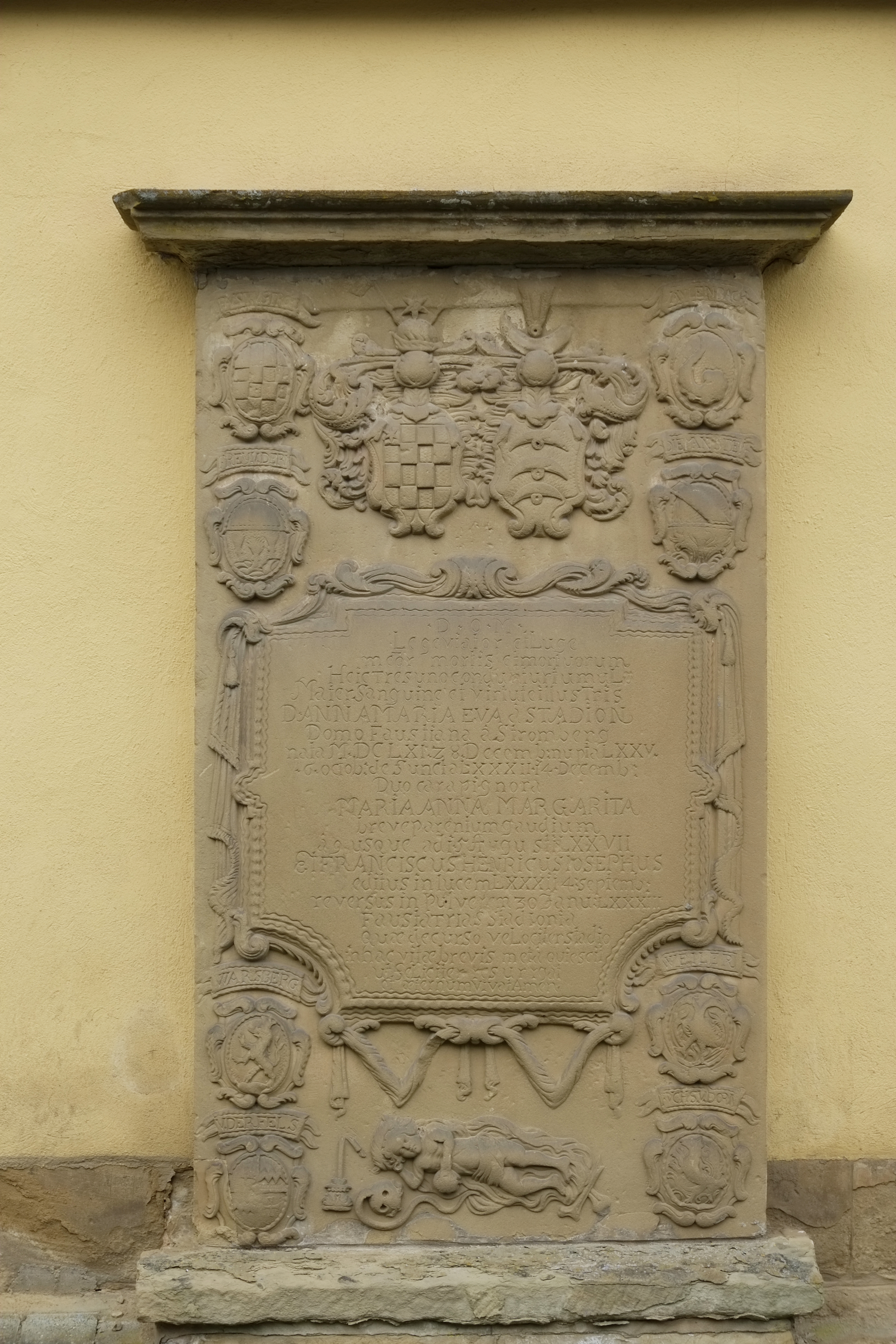
Epitaph für Anna Maria Eva von Stadion, geborene Faust von Stromberg († 1682)

- Epitaph für Anna Maria Eva von Stadion, geborene Faust von Stromberg († 1682)Epitaph für Anna Maria Eva von Stadion, geborene Faust von Stromberg († 1682) und zwei ihrer Kinder, Ehewappen Faust von Stromberg und von Stadion, Ahnenwappen Faust von Stromberg, Frey von Dehrn, Kottwitz von Aulenbach, von Diemantstein, von Warsberg, de Larochette, von Weiler und Fuchs von Dornheim. Inschrift: „D(eo) O(ptimo) M(aximo) / Lege viator et Luge / me(m)or mortis et mortuorum / Heic Tresuno conduntur tumuLo / Mater Sanguine et virtute illusTris / D(omina) ANNA MARIA EVA à STADION / Domo Faustiana à Stromberg / nata MDCLXI 28. Decemb(ris) nupta LXXV / 6. octob(ris) defuncta LXXXII 14. Decemb(ris) / Duo cara pignora / MARIA ANNA MARGARITA / breve parentum gaudium / ag usque ad 15. Augusti LXXVII / et FRANCISCUS HENRICUS IOSEPHUS / editus in lucem LXXXII 4. Septemb(ris) / reversus in pulverem 30. Janu(arii) LXXXIII / Fausta Trias StadIonia / Quae decurso velociter stadio / in hac vitae brevis meta quiescit / ut feliciter resurrgat / et aeternum vivat Amen.“
- Epitaph für Barbara Strigel/Strigler geb. Beur, Wappen Strigel und Beur, Inschrift: „ANNO 1604 / VFF DON(N)ERSTAG 4. MARTI VERSCHI(E)D IN GOTT DIE DVGE(N)DSAME FRAV BARBARA / BEVRIN DES E(H)R(E)NHAFTE(N) MARCVS STRIGEL / FV(E)RS/TLICH) WVRTZ(BVRGISCHEN) KELLERS ALHIE ZV ARNSTEIN EH(E)LICHE HAVSFRAVE“.
- Epitaph für Martin Kühltau, Sohn des gleichnamigen Ratsmitglieds, Wappen Kühltau und mütterliches Wappen, Inschrift: „AN(N)O 1596 VF 8 OCTOB(RIS) STARB MARTIN / KVLTHAVE DES E(H)R(E)NHAFTE(N) VND ACH(T)BAR(EN) HER(R)N MARTIN KVLTHAVE /DES RATHS ALHIE EHELICHER SOHN / WART 7 IAHR 10 MONAT ALT DER SEHL(E)N G(OTT) G(ENEDIG) SEIN WOL(LE) A(MEN)“.
- Epitaph für Johann Karl Roßhirt, würzburgischer Stadtschreiber und Bürgermeister, Wappen Roßhirt, Inschrift: „ANNO 1677 / DEN 12 NOVEMBRISS / IST IN GOTT SEELIG ENDTSCHLAFF/EN DER EHRENVESTE VND VORGEACHTE / HERR IOHANN CARL ROSSHIRDT 40 IAHR / HOCHFÜRSTLICHER WÜRTZBVRGISCH/ER STATTSCHREIBER DESS RATHSS / SENIOR VND 9 IAHR BÜRGER MEIS/TER ALHIER ZV ARNSTEIN SEINES / ALTERS 75 IAHR DESSEN SEEL(E) GOTT / GNADE AMEN“.
- und viele andere mehr

## Orgel
Die historische Orgel der Wallfahrtskirche wurde 1880 von der Münchener Orgelbauerdynastie Frosch gebaut und im Jahre 1998 von der Orgelbauwerkstatt Rensch restauriert. Das rein mechanische Instrument hat 21 Register auf zwei Manualen und Pedal.

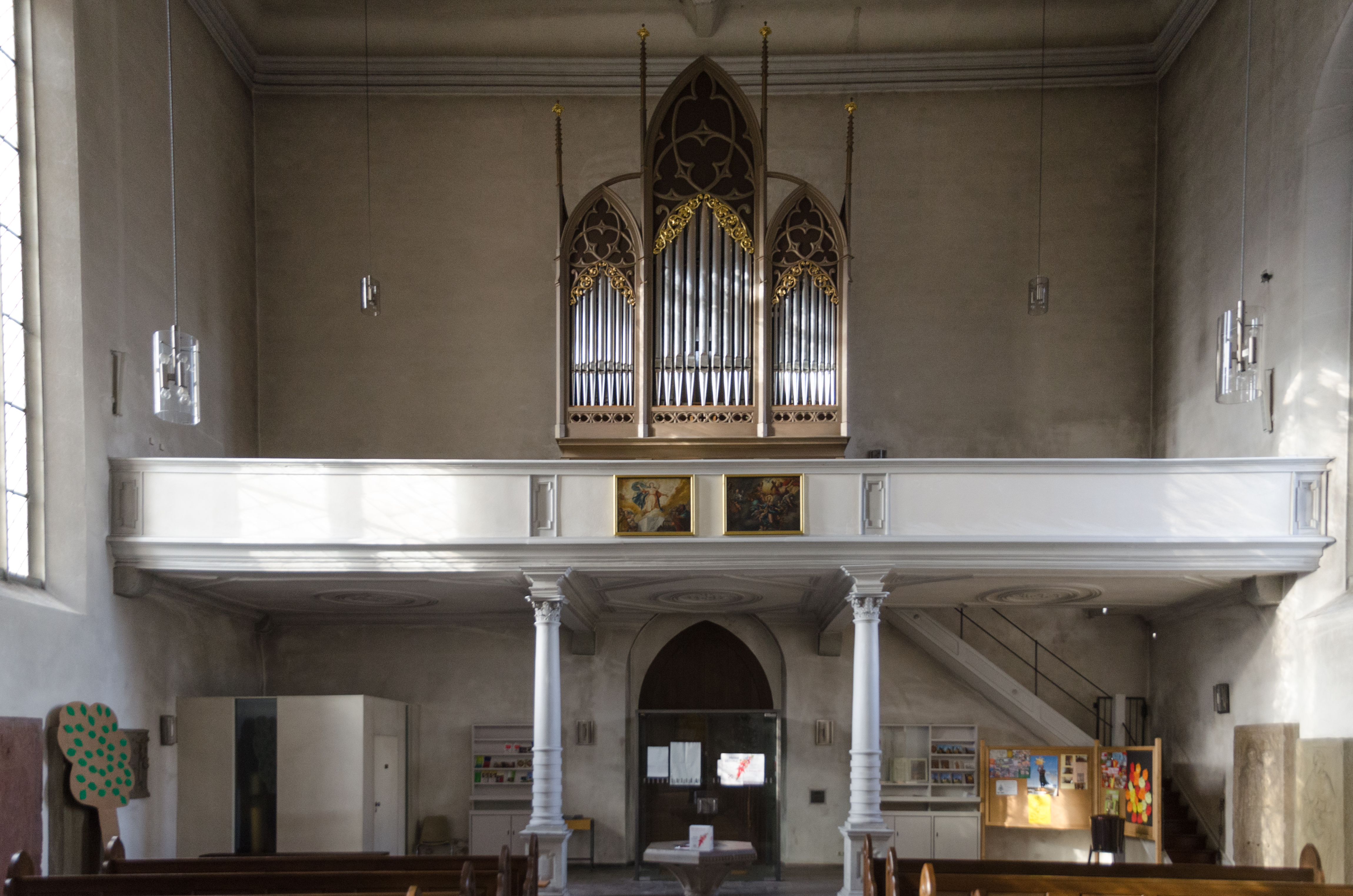
Empore mit Orgelprospekt

| I Hauptwerk C–g3 |               |       |
| 1.               | Bordun        | 16′   |
| 2.               | Principal     | 8′    |
| 3.               | Bordunalflöte | 8′    |
| 4.               | Gedeckt       | 8′    |
| 5.               | Gamba         | 8′    |
| 6.               | Salicional    | 8′    |
| 7.               | Fugara        | 4′    |
| 8.               | Flaut         | 4′    |
| 9.               | Dulcian       | 4′    |
| 10.              | Octav         | 2′    |
| 11.              | Mixtur III    | 2 ⁄3′ |

| II Oberwerk Echo C–g3 |           |        |
| 12.                   | Rohrflöte | 8′     |
| 13.                   | Flauto    | 4′     |
| 14.                   | Nasat     | 2 ⁄3′  |
| 15.                   | Doublette | 2′     |
| 16.                   | Terz      | 1 3⁄5′ |
| 17.                   | Quinte    | 1 ⁄3′  |
| 18.                   | Cromorne  | 8′     |

| Pedal C–f1 |           |     |
| 19.        | Violonbaß | 16′ |
| 20.        | Subbaß    | 16′ |
| 21.        | Octavbaß  | 8′  |

- Koppeln: II/I, I/P, II/P

## Glocken
Drei Glocken bilden das Geläut von Maria Sondheim. Sie wurden 1951 von der Glockengießerei Karl Czudnochowsky in Erding gegossen. Auf allen Glocken ist vermerkt: MICH GOSS KARL CZUDNOCHOWSKY J.BACHMAIR NACHFOLG. ZU ERDING OBB 1951
| Nr | Name         | Durchmesser | Schlagton | Inschrift                                                                                           |
| -- | ------------ | ----------- | --------- | --------------------------------------------------------------------------------------------------- |
| 1  | Marienglocke | 950 mm      | g′        | Ich preise Maria, die leiblich in den Himmel aufgenommen ist. Im Jahr 1951                          |
| 2  | Betglocke    | 810 mm      | b′        | Ich rufe die Lebenden. Ich wurde 1951 für die im Kriegsjahr 1942 abgenommenen Glocken neu gestiftet |
| 3  | Totenglocke  | 735 mm      | c″        | Ich beklage die Toten                                                                               |

## Renovierung und Sanierung

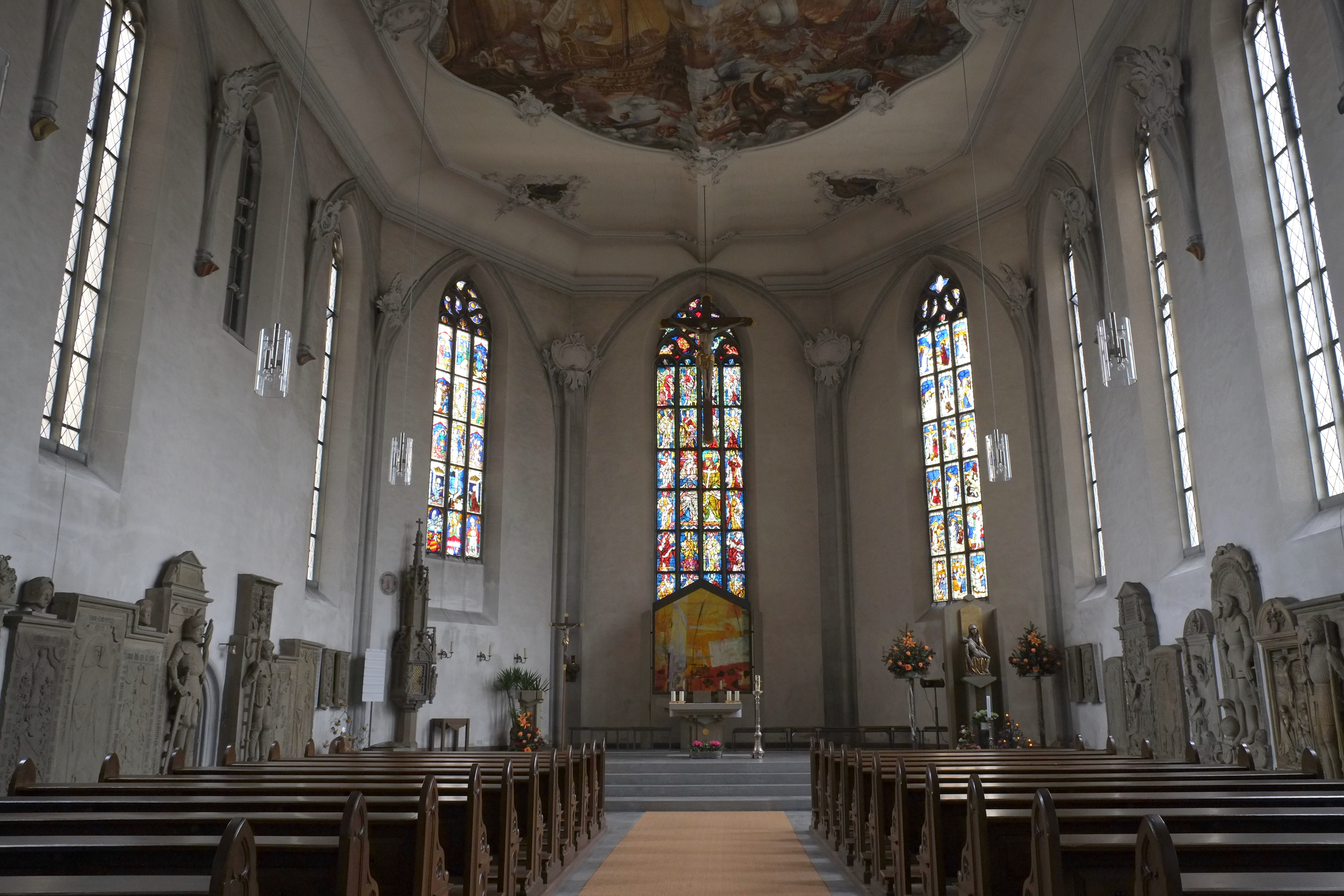
Innenansicht Richtung Chor nach der Neugestaltung

1954 bis 1960 wurden im Zuge einer groß angelegten Renovierung einige neugotische Elemente sowie die Ornamentmalereien aus den 1890er-Jahren wieder entfernt. Ab 2000 musste die Kirche saniert werden, wobei insbesondere das Dach einen hohen Renovierungsaufwand verursachte. Bei der Neugestaltung des Chorraumes in den Jahren 2000 bis 2002 wurde das Kreuz aus dem 16. Jahrhundert wieder über dem Altar aufgehängt. Im Zuge dessen wurde ein neues, abstraktes Altarbild des Künstlers Matthias Kroth aufgestellt, das durch seine leuchtenden Orange-, Gelb- und Rottöne auffällt.
Ebenfalls bei der Renovierung erhielt das Gnadenbild der seit Jahrhunderten bezeugten Arnsteiner Wallfahrt einen prominenteren Platz, indem es vom rechten Rand an die Vorderkante der Altarplattform rückte. Das spätgotische Vesperbild ist eine bemalte Holzfigur der Pietà und entstand um 1470 in der Werkstatt eines unbekannten Meisters aus Mainfranken. Die Geschichte der Wallfahrt reicht bis in die Zeit des Kirchenbaus zurück. Auch heute ziehen Maria Sondheim und das Gnadenbild jedes Jahr eine Vielzahl an Pilgern an.